# Craspedoma lyonnetianum
Craspedoma lyonnetianum es una especie de molusco gasterópodo de la familia Cyclophoridae en el orden de los Mesogastropoda.

## Distribución geográfica
Es endémica de Madeira.